# ダッジ・ラム
ラム (RAM) は、アメリカ合衆国の自動車メーカー、ステランティス・ノースアメリカにより製造され、ラムブランドにて販売されるフルサイズピックアップトラックである。以前はダッジブランドにて販売されたが、2009年（2010年MY）からはダッジブランドから独立しラムブランドにて販売される。
同車は、モータートレンド誌のトラック・オブ・ザ・イヤーに8回選出された。1994年度は2代目ラムが、2003年度は3代目ラムヘビーデューティが、2010年度は4代目ラムヘビーデューティが、2013年度及び2014年度は4代目ラム1500が各々受賞しており、5代目ラムに至っては、2019年度及び2020年度、2021年度に受賞し、史上初めて3度に渡り受賞したトラックとなる。

## 初代 (D/W系、1981年 - 1993年)
1980年10月登場。初代は1932年から1954年にかけてダッジ車に採用されたボンネットマスコットが採用される。なお、初代の全車種に採用される訳では無く、四輪駆動車に良く見受けられる。車両型式は先代を受け継ぎ、D (ラム) は後輪駆動、W (パワーラム) は四輪駆動を意味する。フォード・Fシリーズと同じく、150は0.5t車、250は0.3/4t車、350は1t車を意味する。キャブはスタンダードキャブ、エクステンデッドキャブ (クラブキャブ名義) 、クルーキャブが設定される。また、荷台長は2,000mmと2,400mmが設定されており、荷台の種類もスタンダードの他にユーティラインとスウェプトラインが設定される。外装デザインは、実質的に先代車種であるダッジ・Dシリーズのフェイスリフト仕様である。主な変更点としては、大型のラップアラウンドテールランプ、長方形のデュアルヘッドランプ、スクエアなボディラインが採用される。エンジンは、3,700cc直6スラント6型と5,200cc/5,900cc V8 LA型のみが設定される。内装デザインも一新され、新設計のベンチシート、完全新設計のダッシュボード、3ポッドデザインのメータークラスターパネル (中央に速度計、両側ポッドの左上に電流計、左下に温度計、右上に燃料計、右下に油圧計) がオプション設定される。フルメーターパッケージ非装備車は、温度計と油圧計の代わりにインジケーターランプのみが装備される。その他、オプション設定される装備にはフロントバンパーガード、スライディングリアキャブウィンドウ、エアコン、クルーズコントロール、チルトステアリングコラム、パワードアロック及びパワーウィンドウ、カセットテーププレーヤー付AM/FMステレオ、スタイリングロードホイール、アルミ製タービンスタイルマグホイール、スペシャル塗装及びストライプパッケージ、ツートン塗装、四輪駆動車用プラウパッケージ (通称: スノコマンダー) 等がある。
1982年クラブキャブがラインナップから外れる。なお同社は金型は保持しており、約10年後となる1990年MYで再設定に至った。クルーキャブとユーティラインは、1985年MY以降、ダコタの製造ラインを確保する為に廃止され、初代の内に再設定される事は無かった。
1984年ラム100のベーシックがラム150に設定されたマイザートリムレベルに代わり再採用される。しかし、その特徴の無い外観や、ATしかなくタコメーターもないなど、快適とは程遠い内装のため販売面では振るわず、フォードのFシリーズやシボレーのC/Kシリーズに大きく水をあけられた。
1989年にカミンズ製直列6気筒渦流室式ディーゼルターボエンジンが追加された。

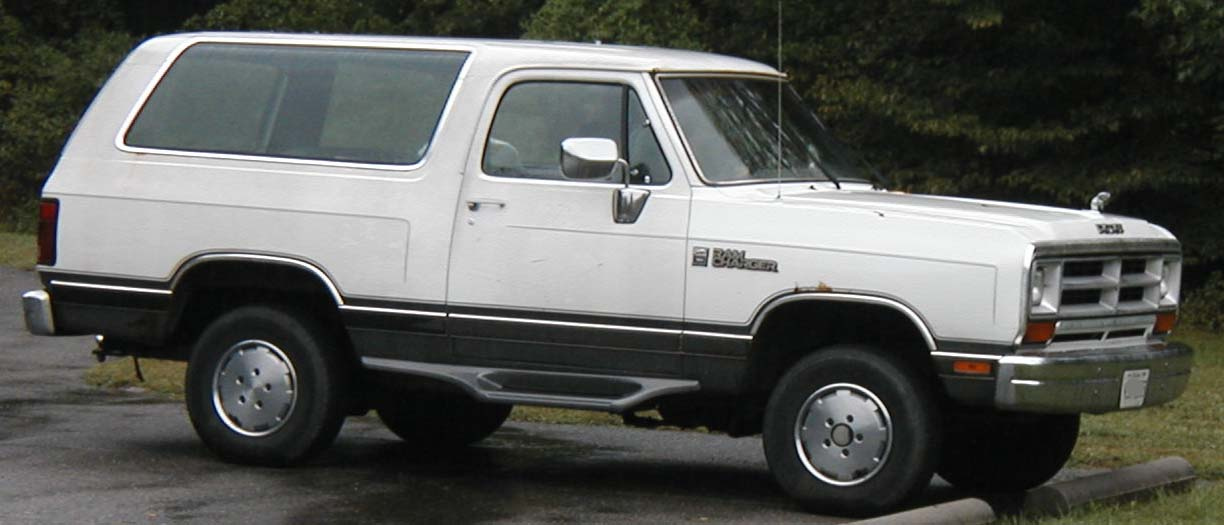
ダッジ・ラム チャージャー

### ラリー競技
ラリー、レースでの活躍は、発売年の1981年、WRCサファリラリーのグループ2エントリーでSUVの「ラム チャージャー」を4台体制でスポット参戦する。結果は並居る常連勢に続いて2台（9、10位）完走し、ポイント圏内に入るものの、残る2台は、ヨーロッパ勢のワークス・チームを離れたサンドロ・ムナーリも駆っていたが、ギアボックストラブルでリタイヤに終わっている。

## 2代目 (1994年 - 2001年)
第二世代のラムは徹底した顧客調査の結果得られた情報を元にリデザインされた。顧客調査の結果、この手のフルサイズピックアップトラックを買うカスタマーたちは、より押し出しの強くてあくの強いデザインを好むことが分かっており、それを元に設計された。そのフロントフェイスに見られるトラクターのような造形や、一目でそれと分かる巨大なフロントグリルはライバルであるフォードやシボレーとは一線を画し、それまでの4倍以上の年間販売台数を稼ぎ出した。1994年の北米カー・オブ・ザ・イヤーのトラック部門で受賞。しかしながら、モデル末期においてもフォード、シボレーに販売で追いつくことは無かった。
特別モデル
インディペースカー限定エディション・SS/Tパッケージ
1996年にダッジラムインディペーストラックが登場した。それには、ダッジバイパーに似通った縦のストライプが施され、ドアには"Official Truck of the 80th Indianapolis 500"のステッカーが貼られている。このモデルには、5.9Lのエンジンとエキゾーストマフラー（15hpのパワーアップ）、17インチのホイールとグッドイヤーイーグル2(275/60R-17)も含まれている。SS/T（Super Sport Truck）は1997年と1998年のみ発売され、ドアステッカー以外はインデイペーストラックと同じアップグレードが施されている。またSS/Tモデルには、”SS/T”とデザインされたステッカーがボンネットとテールゲートのストライプ上に施されている。
インディトラックは、青色の車体に白のストライプのみだが、SS/Tには、白に青、赤にシルバー、黒にシルバーそして緑にシルバーの４色が存在する。運転席のドアの内側には"Built with pride in the U.S.A."の特別ステッカーがあり、実際のインディペーストラックにはメタルのプレートでそれが施されている。しかしながら、SS/Tモデルにはこのステッカーは貼られていない。

## 3代目 (2002年 - 2007年)
この第三世代のラムはエンジン、トランスミッション、サスペンション、フレームなどを一新して投入された。そのキャラクターアイコンとなっていた巨大なフロントグリルはさらに巨大になり、第二世代でつかんだ顧客の目をさらに釘付けとすることに成功した。4輪駆動モデルの1500シリーズはフロントが独立懸架サスペンションになったものの、2500/3500シリーズはリジッドアクスルを踏襲した。これは重量付加に対する耐久性を考慮したものである。5.7L V8エンジンは、かつてのクライスラーの半球型燃焼室を持つ「Hemi」エンジンを改良した新世代Hemiとよばれる独特のエンジンとなり、このエンジン音を好むファンも多い。
2003年にはシリーズ最大の年間45万台を売り上げるが、ライバルであるフォードとGMの100万台には遠く及ばなかった。
2004年12月にはディーゼルエンジンとハイブリッドシステムを搭載したモデルを100台製造し、大半が製造前に売れたと発表した。しかしながら故障や問題が多発したため、ダッジは自社開発を断念し、BMWとGMと共同開発することを選択した。また2005年10月13日、米環境保護局（EPA）とエネルギー省が発表した2006年型乗用車の燃費番付の調査結果では、同車の二輪駆動モデルが最下位となった。実燃費は市街地走行モードで1リットル当たりわずか3.8キロとなっている。また、2005年2月のシカゴ・モーターショーでは、後期型で投入された"ラム・キャブエクステンデッド"が公開された。これはその名のとおりキャビン部分を延長したモデルで、最大6人が乗れる2列のシートはピックアップ史上最大級であった。また同ダッジブランドのスーパー・スポーツ、「ダッジ・バイパー」と同じ8.3 L・500馬力の大型エンジンを搭載する「SRT-10」というグレードもある。ホイールはピレリの22インチタイヤが搭載されていた。このモデルは最高速度247.3 km/hをたたき出し、世界一速いピックアップトラックとしてギネスブックにも載っている。
2005年、フェイスリフトを受けた後期型モデルが登場。ヘッドライトの目がつり上がり、アグレッシブさが増した。また2007年には、2008年モデルの1500シリーズのフロントドア横のエンブレムが「RAM 1500」から「RAM」に変更されている。モデル末期である2007年には北米のピックアップトラック市場にフルモデルチェンジを受けて、よりラムに近い性格を持たされたトヨタ・タンドラが投入され、ダッジはラムの販売を維持するために2008年に第四世代の投入を発表した。ピックアップトラックの人気が非常に高いテキサス州向けには「ローンスター・エディション」と呼ばれる地域限定仕様があり、州内では人気が高い。

## 4代目 (2008年 - 2019年)
デトロイトモーターショーで発表された第四世代のラムは、5.7 L HEMI V8エンジンは35hp 向上して380hp（283kW）を発揮し、そのトルクは404 ft·lbf（548 N·m）である。燃費も若干向上する模様。4.7 L PowerTech V8は310hp（231kW）、330 ft·lbf（447 N·m）、 3.7L PowerTech V6は215 hp（160 kW）、235 ft·lbf（319 N·m）を発揮する。
最大の変更点はリアサスペンションのコイル化である。耐久性のために長年トラックのお決まりになっていたリーフ式サスペンションから、ハンドリング性能の追求のために5リンク式サスペンションに変更された。
デザインは先代よりもさらに直線的で角張ったものとなっている。またリアエンブレムは、「DODGE」の文字だけのものから、「DODGE」の文字が入ったダッジのロゴに変わった。
2008年9月25日にテキサス州ダラスで開かれたイベントで、テキサス州限定で発売する「ローンスター・エディション」が発表された。フォグライトや2本出しマフラー、テキサス州の形をモチーフにした専用エンブレムなどが搭載されている。
2009年モデルとして、2008年秋から発売されている。長年のライバルであるフォード・F-150も2009年モデルは全面改良されており、競争が激化するものと思われる。
2011年からはクライスラーがメキシコ・サルティヨ工場で日産向けにタイタンの後継車としてダッジ・ラムをOEM供給する予定だったが、2009年4月にクライスラーが破産法適用を申請したのに加え、フィアットと提携する事が決定したため、同年8月に契約解消が発表された。
2019年になり、新型の1500が発表されてからは、「1500クラシック」として販売を開始した。新型にはないレギュラーキャブの取り扱いとともに価格を抑えた車両として販売が継続された。

## 5代目 (2019年 - )
2018年にデトロイトにて開催された北米国際オートショーにて発表された。4代目からは数えて約10年ぶりのフルモデルチェンジとなる。
外見は一新され、それまで採用していたクロスヘアグリルを廃止し、新たに6角形グリルの中央に「RAM」という文字が書かれたフロントグリルを採用。ボディについても従来より100kgもの軽量化を果たしている。
1500に搭載されるパワートレインには新たに「eTORQUE」というマイルドハイブリッドを設定し、3.6L ペンタスターV6と5.7L HEMI V8それぞれにラインナップされた。このほか、減速中にエンジンへの燃料供給を一時的に停止するiDFSO（Interactive Deceleration Fuel Shut Off）を搭載したことにより従来より燃費が飛躍的に上昇した。また、ヘビーデューティーには従来同様にカミンズ製のディーゼルエンジンもラインナップされている。

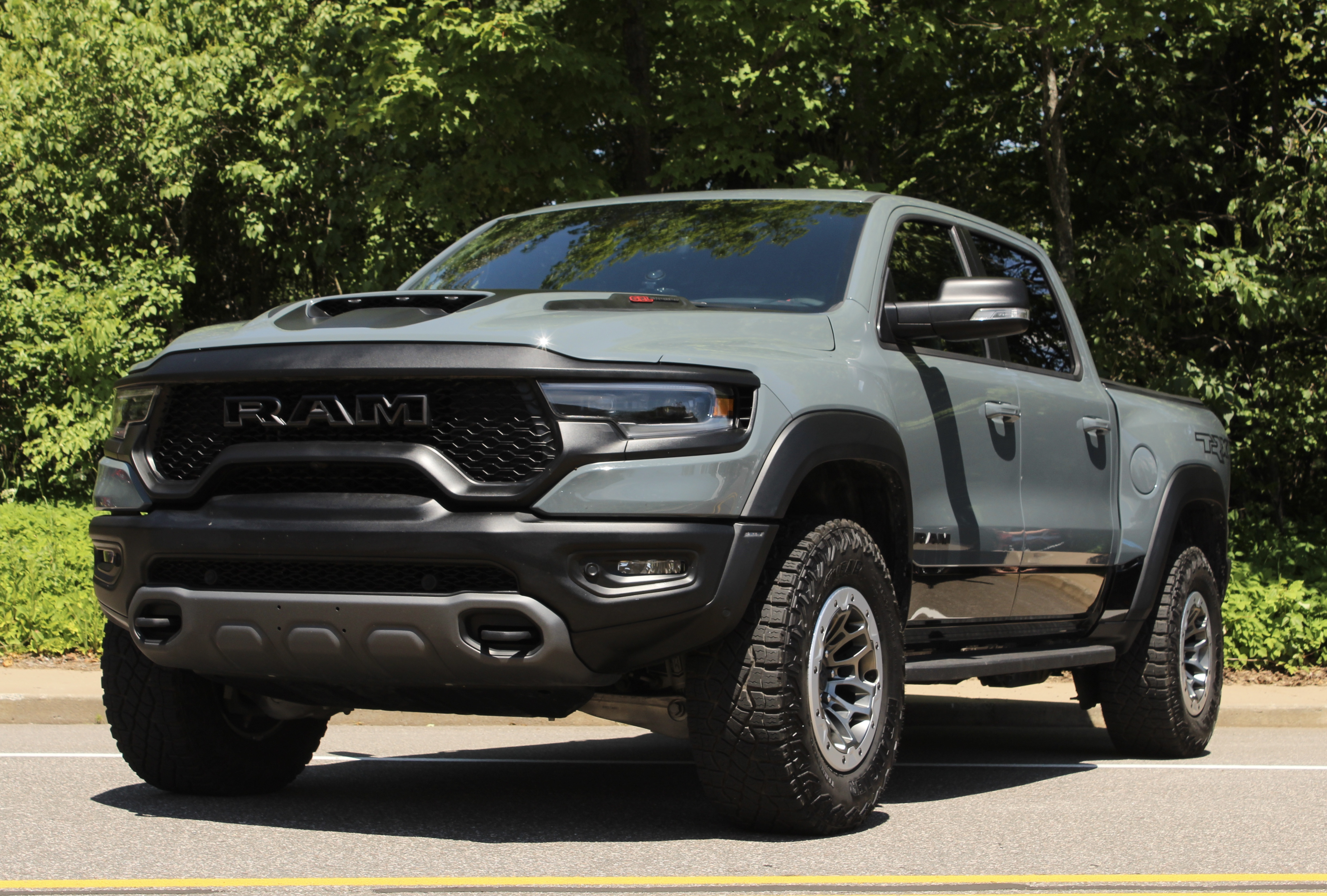
RAM 1500 TRX (2022年)

## 知識
ライバルたちがディーゼルエンジンもV8であったなか、長年にわたり、カミンズの直6ディーゼル搭載車をラインナップし続けていたため、トレーラーの牽引用に購入する場合、カミンズエンジンにこだわるファンも多い。
ダッジ・ラムは1994年にモーター・トレンド誌のトラック・オブ・ザ・イヤーを受賞している。そして、同車のヘヴィ・デューティというモデルは2003年に同じ賞を受賞している。
また、かつては商用バンに「ラム」の名を冠したモデル（ダッジ・ラムバン）も存在していたが2003年に製造終了した。なお、ラム・トラックス設立後はダッジ・キャラバンベースの「ラム・カーゴバン」、およびフィアット・デュカートベースの「ラム・プロマスター」といった商用バンが相次いで発表されている。
一部車両は車両総重量が6000kgを超えるため、そのような車両は日本では準中型自動車に分類される。2017年3月以降に普通自動車免許を取得した場合、運転できない。